# Янсінь (повіт, Хубей)
29°50′18″ пн. ш. 115°12′29″ сх. д. / 29.83831° пн. ш. 115.20793° сх. д.
Янсінь (кит. 阳新县, пін. Yángxīn Xiàn) — один із повітів КНР у складі префектури Хуанши, провінція Хубей. Адміністративний центр — містечко Сінго.

## Географія
Янсінь у середньому лежить на висоті близько 19 метрів над рівнем моря. Cхідним кордоном повіту слугує річка Янцзи. Південь повіту розташований в передгір'ях Муфушаню.

### Клімат
Повіт знаходиться у зоні, котра характеризується вологим субтропічним кліматом. Найтепліший місяць — липень із середньою температурою 29,5 °C. Найхолодніший місяць — січень, із середньою температурою 4,7 °С.
| Клімат повіту Янсінь    | Клімат повіту Янсінь | Клімат повіту Янсінь | Клімат повіту Янсінь | Клімат повіту Янсінь | Клімат повіту Янсінь | Клімат повіту Янсінь | Клімат повіту Янсінь | Клімат повіту Янсінь | Клімат повіту Янсінь | Клімат повіту Янсінь | Клімат повіту Янсінь | Клімат повіту Янсінь | Клімат повіту Янсінь |
| Показник                | Січ.                 | Лют.                 | Бер.                 | Квіт.                | Трав.                | Черв.                | Лип.                 | Серп.                | Вер.                 | Жовт.                | Лист.                | Груд.                | Рік                  |
| Середній максимум, °C   | 8,3                  | 10,7                 | 15                   | 21,8                 | 27,1                 | 29,9                 | 33,6                 | 32,9                 | 28,6                 | 23,3                 | 17,2                 | 11,3                 | 21,6                 |
| Середня температура, °C | 4,7                  | 7                    | 11                   | 17,3                 | 22,6                 | 25,9                 | 29,5                 | 28,7                 | 24,5                 | 19                   | 12,7                 | 7                    | 17,5                 |
| Середній мінімум, °C    | 2                    | 4,1                  | 7,9                  | 13,8                 | 18,9                 | 22,7                 | 26,1                 | 25,5                 | 21,4                 | 15,7                 | 9,4                  | 3,8                  | 14,3                 |
| Норма опадів, мм        | 66                   | 82                   | 127.7                | 160.3                | 180.5                | 220.6                | 200.2                | 131.1                | 96.2                 | 81.5                 | 69.1                 | 39                   | 1454.2               |
| Вологість повітря, %    | 77                   | 77                   | 78                   | 77                   | 77                   | 80                   | 77                   | 78                   | 77                   | 76                   | 76                   | 74                   | 77                   |
| ----------------------- | -------------------- | -------------------- | -------------------- | -------------------- | -------------------- | -------------------- | -------------------- | -------------------- | -------------------- | -------------------- | -------------------- | -------------------- | -------------------- |
| Джерело: data.cma.cn    |                      |                      |                      |                      |                      |                      |                      |                      |                      |                      |                      |                      |                      |